# Shin’ya Inoue (Filmeditor)
Shin’ya Inoue (jap. 井上 親弥, Inoue Shin’ya), auch bekannt unter der Lesung Chikaya Inoue (geb. vor 1961) ist ein japanischer Filmeditor.

## Leben und Werk
Shin’ya Inoue war von 1961 bis einschließlich 1979 bei mehr als 70 Filmprojekten für den Filmschnitt verantwortlich. 1970 gehörte er zum Schnitt-Team von Tora! Tora! Tora! und wurde hierfür mit seinen Kollegen Pembroke J. Herring und James E. Newcom für den Oscar in der Kategorie Bester Schnitt nominiert. Die American Cinema Editors nominierten die drei zudem für den Eddie Award.

## Filmografie (Auswahl)
- 1966: Tokyo Drifter – Der Mann aus Tokio (Tōkyō nagaremono)
- 1970: Tora! Tora! Tora!
- 1979: Time Slip – Der Tag der Apokalypse (Sengoku jieitai)